# Europees kampioenschap voetbal 2016 (Groep E) België - Italië
Dit artikel gaat over de wedstrijd in de groepsfase in groep E tussen België en Italië die gespeeld werd op maandag 13 juni tijdens het Europees kampioenschap voetbal 2016. Het duel was voor beide landen de eerste groepswedstrijd.

## Voorafgaand aan de wedstrijd
- België stond bij aanvang van het toernooi op de tweede plaats van de FIFA-wereldranglijst, Italië op de twaalfde.
- De nationale elftallen van België en Italië speelden eenentwintig keer eerder tegen elkaar. Daarvan won België er vier en Italië dertien. De Belgen scoorden vierentwintig keer tegen de Italianen, die tot eenenveertig treffers kwamen.[1]

## Wedstrijdgegevens
| Datum                | 13 juni 2016             | 13 juni 2016             |
| Wedstrijdnummer      | 10                       | 10                       |
| Stadion              | Stade des Lumières, Lyon | Stade des Lumières, Lyon |
| Toeschouwers         | 55.408                   | 55.408                   |
| Scheidsrechter       | Mark Clattenburg         | Mark Clattenburg         |
| Assistenten          | Simon Beck Jake Collin   | Simon Beck Jake Collin   |
| Vierde official      | Carlos del Cerro Grande  | Carlos del Cerro Grande  |
| Man van de wedstrijd | Emanuele Giaccherini     | Emanuele Giaccherini     |
|                      | België                   | Italië                   |
| Doelpunten           | 0                        | 2                        |
| Gele kaarten         | 1                        | 4                        |
| Rode kaarten         | 0                        | 0                        |
| Wissels              | 3                        | 3                        |
| Schoten op doel      | 2                        | 6                        |
| Schoten naast doel   | 16                       | 5                        |
| Overtredingen        | 10                       | 12                       |
| Hoekschoppen         | 8                        | 6                        |
| Buitenspel           | 1                        | 0                        |
| Balbezit (%)         | 55                       | 45                       |

| België | 0 – 2           | Italië |
| | goals (assists) | 32' Emanuele Giaccherini 90+2' Graziano Pellè |
| Marc Wilmots | bondscoach      | Antonio Conte |
| Thibaut Courtois Jan Vertonghen Thomas Vermaelen Toby Alderweireld Laurent Ciman 75' Axel Witsel Marouane Fellaini Radja Nainggolan 62' Eden Hazard Romelu Lukaku 73' Kevin De Bruyne | opstellingen    | Gianluigi Buffon Giorgio Chiellini Leonardo Bonucci Andrea Barzagli 59' Matteo Darmian Emanuele Giaccherini 78' Daniele De Rossi Marco Parolo Antonio Candreva 75' Éder Graziano Pellè |
| Dries Mertens 62' Divock Origi 73' Yannick Carrasco 75' | wissels         | 59' Mattia De Sciglio 75' Ciro Immobile 78' Thiago Motta |
| Jan Vertonghen 90+1' | gele kaarten    | 65' Giorgio Chiellini 75' Éder 78' Leonardo Bonucci 84' Thiago Motta |
| | rode kaarten    | |

## Wedstrijden
| Groepswedstrijden | | | | | | | | | | | | | | | | | | | | | | | |
| Groep A | Groep A | Groep A | Groep A | Groep B | Groep B | Groep B | Groep B | Groep C | Groep C | Groep C | Groep C | Groep D | Groep D | Groep D | Groep D | Groep E                                                                                            | Groep E                                                                                            | Groep E                                                                                            | Groep E                                                                                            | Groep F | Groep F | Groep F | Groep F |
| Frankrijk – Roemenië Albanië – Zwitserland Roemenië – Zwitserland Frankrijk – Albanië Roemenië – Albanië Zwitserland – Frankrijk | Frankrijk – Roemenië Albanië – Zwitserland Roemenië – Zwitserland Frankrijk – Albanië Roemenië – Albanië Zwitserland – Frankrijk | Frankrijk – Roemenië Albanië – Zwitserland Roemenië – Zwitserland Frankrijk – Albanië Roemenië – Albanië Zwitserland – Frankrijk | Frankrijk – Roemenië Albanië – Zwitserland Roemenië – Zwitserland Frankrijk – Albanië Roemenië – Albanië Zwitserland – Frankrijk | Wales – Slowakije Engeland – Rusland Rusland – Slowakije Engeland – Wales Rusland – Wales Slowakije – Engeland | Wales – Slowakije Engeland – Rusland Rusland – Slowakije Engeland – Wales Rusland – Wales Slowakije – Engeland | Wales – Slowakije Engeland – Rusland Rusland – Slowakije Engeland – Wales Rusland – Wales Slowakije – Engeland | Wales – Slowakije Engeland – Rusland Rusland – Slowakije Engeland – Wales Rusland – Wales Slowakije – Engeland | Polen – Noord-Ierland Duitsland – Oekraïne Oekraïne – Noord-Ierland Duitsland – Polen Oekraïne – Polen Noord-Ierland – Duitsland | Polen – Noord-Ierland Duitsland – Oekraïne Oekraïne – Noord-Ierland Duitsland – Polen Oekraïne – Polen Noord-Ierland – Duitsland | Polen – Noord-Ierland Duitsland – Oekraïne Oekraïne – Noord-Ierland Duitsland – Polen Oekraïne – Polen Noord-Ierland – Duitsland | Polen – Noord-Ierland Duitsland – Oekraïne Oekraïne – Noord-Ierland Duitsland – Polen Oekraïne – Polen Noord-Ierland – Duitsland | Turkije – Kroatië Spanje – Tsjechië Tsjechië – Kroatië Spanje – Turkije Tsjechië – Turkije Kroatië – Spanje | Turkije – Kroatië Spanje – Tsjechië Tsjechië – Kroatië Spanje – Turkije Tsjechië – Turkije Kroatië – Spanje | Turkije – Kroatië Spanje – Tsjechië Tsjechië – Kroatië Spanje – Turkije Tsjechië – Turkije Kroatië – Spanje | Turkije – Kroatië Spanje – Tsjechië Tsjechië – Kroatië Spanje – Turkije Tsjechië – Turkije Kroatië – Spanje | Ierland – Zweden België – Italië Italië – Zweden België – Ierland Italië – Ierland Zweden – België | Ierland – Zweden België – Italië Italië – Zweden België – Ierland Italië – Ierland Zweden – België | Ierland – Zweden België – Italië Italië – Zweden België – Ierland Italië – Ierland Zweden – België | Ierland – Zweden België – Italië Italië – Zweden België – Ierland Italië – Ierland Zweden – België | Oostenrijk – Hongarije Portugal – IJsland IJsland – Hongarije Portugal – Oostenrijk IJsland – Oostenrijk Hongarije – Portugal | Oostenrijk – Hongarije Portugal – IJsland IJsland – Hongarije Portugal – Oostenrijk IJsland – Oostenrijk Hongarije – Portugal | Oostenrijk – Hongarije Portugal – IJsland IJsland – Hongarije Portugal – Oostenrijk IJsland – Oostenrijk Hongarije – Portugal | Oostenrijk – Hongarije Portugal – IJsland IJsland – Hongarije Portugal – Oostenrijk IJsland – Oostenrijk Hongarije – Portugal |
| Achtste finales | | | | | | | | | | | | | | | | | | | | | | | |
| Zwitserland – Polen | Zwitserland – Polen | Zwitserland – Polen | Wales – Noord-Ierland | Wales – Noord-Ierland                                                                                          | Wales – Noord-Ierland                                                                                          | Kroatië – Portugal                                                                                             | Kroatië – Portugal                                                                                             | Kroatië – Portugal | Frankrijk – Ierland | Frankrijk – Ierland | Frankrijk – Ierland | Duitsland – Slowakije                                                                                       | Duitsland – Slowakije                                                                                       | Duitsland – Slowakije                                                                                       | Hongarije – België                                                                                          | Hongarije – België                                                                                 | Hongarije – België                                                                                 | Italië – Spanje                                                                                    | Italië – Spanje                                                                                    | Italië – Spanje | Engeland – IJsland | Engeland – IJsland | Engeland – IJsland |
| Kwartfinales | | | | | | | | | | | | | | | | | | | | | | | |
| Polen – Portugal | Polen – Portugal | Polen – Portugal | Polen – Portugal | Polen – Portugal                                                                                               | Polen – Portugal                                                                                               | Wales – België                                                                                                 | Wales – België                                                                                                 | Wales – België | Wales – België | Wales – België | Wales – België | Duitsland – Italië                                                                                          | Duitsland – Italië                                                                                          | Duitsland – Italië                                                                                          | Duitsland – Italië                                                                                          | Duitsland – Italië                                                                                 | Duitsland – Italië                                                                                 | Frankrijk – IJsland                                                                                | Frankrijk – IJsland                                                                                | Frankrijk – IJsland | Frankrijk – IJsland | Frankrijk – IJsland | Frankrijk – IJsland |
| Halve finales | | | | | | | | | | | | | | | | | | | | | | | |
| Portugal – Wales | Portugal – Wales | Portugal – Wales | Portugal – Wales | Portugal – Wales                                                                                               | Portugal – Wales                                                                                               | Portugal – Wales                                                                                               | Portugal – Wales                                                                                               | Portugal – Wales | Portugal – Wales | Portugal – Wales | Portugal – Wales | Duitsland – Frankrijk                                                                                       | Duitsland – Frankrijk                                                                                       | Duitsland – Frankrijk                                                                                       | Duitsland – Frankrijk                                                                                       | Duitsland – Frankrijk                                                                              | Duitsland – Frankrijk                                                                              | Duitsland – Frankrijk                                                                              | Duitsland – Frankrijk                                                                              | Duitsland – Frankrijk | Duitsland – Frankrijk | Duitsland – Frankrijk | Duitsland – Frankrijk |
| Finale | | | | | | | | | | | | | | | | | | | | | | | |
| Portugal – Frankrijk | | | | | | | | | | | | | | | | | | | | | | | |

KBVB · A-internationals · Selecties · Statistieken · Bondscoaches · Belgisch vrouwenelftal · Olympisch elftal · België U21 · België U20 · België U19 · België U18 · België U17 · België U16 · Vrouwen U19 · Vrouwen U17
Albanië ·
Algerije ·
Andorra ·
Argentinië ·
Armenië ·
Australië ·
Azerbeidzjan ·
Bosnië en Herzegovina · 
Brazilië ·
Bulgarije ·
Burkina Faso ·
Canada ·
Chili ·
Colombia ·
Costa Rica ·
Cyprus ·
DDR ·
Denemarken ·
Duitsland ·
Egypte ·
El Salvador ·
Engeland ·
Estland ·
Faeröer ·
Finland ·
Frankrijk ·
Gabon ·
Gibraltar ·
Griekenland ·
Hongarije ·
Ierland ·
IJsland ·
Irak ·
Israël ·
Italië ·
Ivoorkust ·
Japan ·
Joegoslavië ·
Kazachstan ·
Kroatië · 
Letland ·
Litouwen ·
Luxemburg ·
Malta ·
Marokko ·
Mexico ·
Montenegro · 
Nederland ·
Noord-Ierland ·
Noord-Macedonië ·
Noorwegen ·
Oekraïne ·
Oostenrijk ·
Panama · 
Paraguay ·
Peru ·
Polen ·
Portugal ·
Qatar ·
Roemenië ·
Rusland ·
San Marino ·
Saoedi-Arabië ·
Schotland ·
Servië ·
Servië en Montenegro ·
Slovenië ·
Slowakije ·
Sovjet-Unie ·
Spanje ·
Tsjechië ·
Tsjecho-Slowakije ·
Tunesië · 
Turkije · 
Uruguay · 
Verenigde Staten · 
Wales · 
Wit-Rusland ·
Zambia · 
Zuid-Korea · 
Zweden · 
Zwitserland
Algerije (2014) ·
Argentinië (2014) · 
Brazilië (2018) · 
Canada (2022) · 
Denemarken (2021) · 
Engeland (2018, 1) · 
Engeland (2018, 2) · 
Finland (2021) · 
Frankrijk (1904) ·
Frankrijk (2018) · 
Ierland (2016) · 
Italië (2016) · 
Italië (2021) · 
Japan (2018) · 
Kroatië (2022) · 
Marokko (2022) · 
Nederland (1985) · 
Panama (2018) ·
Polen (1982) · 
Portugal (2021) · 
Rusland (2014) · 
Rusland (2021) · 
Sovjet-Unie (1982) · 
Tunesië (2018) · 
Verenigde Staten (2014) ·
West-Duitsland (1980) · 
Zuid-Korea (2014)
FIGC · A-internationals · Selecties · Bondscoaches · Italiaans vrouwenelftal · Olympisch elftal · Italië U21 · Italië U20 · Italië U19 · Italië U18 · Italië U17 · Italië U16 · Vrouwen U17
1910 – 1919 ·
1920 – 1929 ·
1930 – 1939 ·
1940 – 1949 ·
1950 – 1959 ·
1960 – 1969 ·
1970 – 1979 ·
1980 – 1989 ·
1990 – 1999 ·
2000 – 2009 ·
2010 – 2019 ·
2020 − 2029
EK's: 1968 · 
1980 · 
1988 · 
1996 · 
2000 · 
2004 · 
2008 · 
2012 · 
2016 ·
2020 ·
2024
WK's: 1934 · 
1938 · 
1950 · 
1954 · 
1962 · 
1966 · 
1970 · 
1974 · 
1978 · 
1982 · 
1986 · 
1990 · 
1994 · 
1998 · 
2002 · 
2006 · 
2010 · 
2014
OS: 1912 · 
1920 · 
1924 · 
1928 · 
1936 · 
1948 · 
1952 · 
1960 · 
1984 · 
1988 · 
1992 · 
1996 · 
2000 · 
2004 · 
2008
1911 · 
1912 · 
1913 · 
1914 · 
1915 · 
1916 · 1917 · 1918 · 1919 · 
1920 · 
1921 · 
1922 · 
1923 · 
1924 · 
1925 · 
1926 · 
1927 · 
1928 · 
1929 · 
1930 · 
1931 · 
1932 · 
1933 · 
1934 · 
1935 · 
1936 · 
1937 · 
1938 · 
1939 · 
1940 · 
1941 · 
1942 · 
1943 · 1944 · 
1945 · 
1946 · 
1947 · 
1948 · 
1949 · 
1950 · 
1952 · 
1952 · 
1953 · 
1954 · 
1955 · 
1956 · 
1957 · 
1958 · 
1959 · 
1960 · 
1961 · 
1962 · 
1963 · 
1964 · 
1965 · 
1966 · 
1967 · 
1968 · 
1969 · 
1970 · 
1971 · 
1972 · 
1973 · 
1974 · 
1975 · 
1976 · 
1977 · 
1978 · 
1979 · 
1980 · 
1981 · 
1982 · 
1983 · 
1984 · 
1985 · 
1986 · 
1987 · 
1988 · 
1989 · 
1990 ·
1991 · 
1992 · 
1993 · 
1994 · 
1995 · 
1996 · 
1997 · 
1998 · 
1999 · 
2000 · 
2001 · 
2002 · 
2003 · 
2004 · 
2005 · 
2006 · 
2007 · 
2008 · 
2009 · 
2010 · 
2011 · 
2012 · 
2013 · 
2014 · 
2015 · 
2016 · 
2017 ·
2018 ·
2019 ·
2020 ·
2021 ·
2022 ·
2023 ·
2024
Albanië ·
Algerije ·
Argentinië ·
Armenië ·
Australië ·
Azerbeidzjan ·
België ·
Bosnië en Herzegovina ·
Brazilië ·
Bulgarije ·
Canada ·
Chili ·
China ·
Costa Rica ·
Cyprus ·
DDR ·
Denemarken ·
Duitsland ·
Ecuador ·
Egypte ·
Engeland ·
Estland ·
Faeröer ·
Finland ·
Frankrijk ·
Georgië ·
Ghana ·
Griekenland ·
Haïti ·
Hongarije ·
Ierland ·
IJsland ·
Israël ·
Ivoorkust ·
Japan ·
Joegoslavië ·
Kameroen ·
Kroatië ·
Liechtenstein · 
Litouwen ·
Luxemburg ·
Malta ·
Marokko ·
Mexico ·
Moldavië ·
Montenegro ·
Nederland ·
Nieuw-Zeeland ·
Nigeria ·
Noord-Ierland ·
Noord-Korea ·
Noord-Macedonië ·
Noorwegen ·
Oekraïne ·
Oostenrijk ·
Paraguay ·
Peru ·
Polen ·
Portugal ·
Roemenië ·
Rusland ·
San Marino ·
Saoedi-Arabië ·
Schotland ·
Servië ·
Servië en Montenegro ·
Slovenië ·
Slowakije ·
Sovjet-Unie ·
Spanje ·
Tsjechië ·
Tsjecho-Slowakije ·
Tunesië ·
Turkije ·
Uruguay ·
Venezuela ·
Verenigde Staten ·
Wales ·
Wit-Rusland ·
Zuid-Afrika ·
Zuid-Korea ·
Zweden ·
Zwitserland
Argentinië (1982) · 
Australië (2006) · 
België (2016) · 
België (2021) · 
Brazilië (1970) · 
Brazilië (1982) · 
Brazilië (1994) · 
Costa Rica (2014) · 
Duitsland (2006) · 
Duitsland (2012) · 
Engeland (2012) ·
Engeland (2014) ·
Engeland (2021) ·
Frankrijk (2000) · 
Frankrijk (2006) · 
Frankrijk (2008) · 
Ghana (2006) · 
Hongarije (1938) · 
Ierland (2012) · 
Joegoslavië (1968) · 
Kameroen (1982) · 
Kroatië (2012) · 
Nederland (2008) · 
Nieuw-Zeeland (2010) · 
Oekraïne (2006) · 
Oostenrijk (2021) · 
Paraguay (2010) · 
Peru (1982) · 
Polen (1982, 1) · 
Polen (1982, 2) · 
Roemenië (2008) · 
Spanje (2008) ·
Spanje (2012, 1) ·
Spanje (2012, 2) ·
Spanje (2016) ·
Spanje (2021) ·
Tsjechië (2006) · 
Turkije (2021) · 
Uruguay (2014) · 
Verenigde Staten (2006) · 
Wales (2021) · 
West-Duitsland (1982) · 
Zweden (2016) · 
Zwitserland (2021)